# キダイ属
キダイ属 (学名: Dentex) は、タイ科の下位分類群の1つ。東大西洋、東インド洋、西太平洋に分布する。

## 分類と名称
1814年にフランスの動物学者であるジョルジュ・キュヴィエによって初めて属として提案され、その唯一の種は Sparus dentex であった。S. dentex は、1758年にカール・フォン・リンネによって「自然の体系」の中で記載され、タイプ産地は地中海であった。インド太平洋の5種は独自の種群を形成している。キダイ亜科に分類されることもあるが、『Fishes of the World』第5版ではタイ科に亜科を認めていない。従来スズキ目に分類されていたが、『Fishes of the World』第5版では、タイ目に分類されている。属名は「大きな歯」を意味し、両顎の大きな歯を指す。

## 下位分類
以下の種が分類されている。
- Dentex abei Iwatsuki, Akazaki & Taniguchi, 2007 キビレアカレンコ (Yellowfin seabream)
- Dentex angolensis Poll & Maul, 1953 アンゴラレンコ (Angolan dentex)
- Dentex barnardi Cadenat, 1970 (Barnard's dentex)
- Dentex canariensis Steindachner, 1881 ハナレンコ (Canary dentex)
- Dentex carpenteri Iwatsuki, S. J. Newman & B. C. Russell, 2015 (Yellow snout seabream) [8]
- Dentex congoensis Poll, 1954 (Congo dentex)
- Dentex dentex (Linnaeus, 1758) ヨーロッパキダイ (Common dentex)
- Dentex fourmanoiri Akazaki & Séret, 1999 (Fourmanoir's seabream)
- Dentex gibbosus (Rafinesque, 1810) セナガキダイ (Pink dentex)
- Dentex hypselosomus Bleeker, 1854 キダイ (Yellowback seabream)
- Dentex macrophthalmus (Bloch, 1791) オオメレンコ (Large-eye dentex)
- Dentex maroccanus Valenciennes, 1830 ナミレンコ (Morocco dentex)
- Dentex spariformis J. D. Ogilby, 1910 コブレンコ (Saffronfin seabream)

## 分布
ヨーロッパからナミビアまでの東大西洋から、インド洋を通って日本からオーストラリアまでの西太平洋に分布する。

## 形態
鋭い円錐状の歯を上顎に4本、下顎に6本を持つ。これらの歯は大きく、犬歯に似ており、臼歯のような歯は無い。目の間の鱗は眼窩の前部とほぼ同じ高さまで伸びている。前鰓蓋の縁は鱗で完全に覆われている。最大種はセナガキダイで、尾叉長は106 cmに達し、最小種は D. fourmanoiri で、標準体長は 21.5 cm。